# Сельское поселение Порецкое (Московская область)
Сельское поселение Порецкое — упразднённое 8 февраля 2018 года муниципальное образование в бывшем Можайском муниципальном районе Московской области.

## Общие сведения
Образовано в соответствии с Законом Московской области от 30.03.2005 года № 95/2005-ОЗ «О статусе и границах Можайского муниципального района и вновь образованных в его составе муниципальных образований» в ходе муниципальной реформы.
Административный центр — село Поречье.
Глава сельского поселения — Тимиргалин Давлятьян Гайниятович. Председатель Совета депутатов — Сидоров Иван Сергеевич. Адрес администрации: 143263, Московская область, Можайский район, с. Поречье, ул. Советская, дом 18 «б».

## Население
| 2006  | 2007  | 2008  | 2009  | 2010  | 2011  |
| ----- | ----- | ----- | ----- | ----- | ----- |
| 3399  | ↗3441 | ↗3466 | ↗3486 | ↘3165 | ↗3191 |
| 2012  | 2013  | 2014  | 2015  | 2016  | 2017  |
| →3191 | ↘3183 | ↘3158 | ↗3174 | ↘3124 | ↘3096 |
| 2018  |       |       |       |       |       |
| ↘3048 |       |       |       |       |       |

## География
Площадь территории сельского поселения составляет 39 611 га (396,11 км²). Расположено на северо-западе Можайского района. Граничит с городским поселением Уваровка, сельскими поселениями Бородинским, Горетовским и Дровнинским, а также сельским поселением Серединским Шаховского района, сельским поселением Осташёвское Волоколамского района и Гагаринским районом Смоленской области.

## Состав сельского поселения
В состав сельского поселения входят 52 населённых пункта упразднённых административно-территориальных единиц — Порецкого (36 населённых пунктов) и Синичинского (16 населённых пунктов) сельских округов Можайского района Московской области:
| Вид     | Наименование                           | Население, чел. | Бывшая административная единица |
| ------- | -------------------------------------- | --------------- | ------------------------------- |
| деревня | Астафьево                              | 142             | Порецкий сельский округ         |
| деревня | Бакулино                               | 22              | Синичинский сельский округ      |
| деревня | Барсуки                                | 27              | Порецкий сельский округ         |
| деревня | Бурмакино                              | 45              | Порецкий сельский округ         |
| деревня | Бухарево                               | 4               | Порецкий сельский округ         |
| деревня | Вельяшево                              | 0               | Синичинский сельский округ      |
| деревня | Глядково                               | 54              | Порецкий сельский округ         |
| деревня | Голышкино                              | 8               | Синичинский сельский округ      |
| деревня | Горки                                  | 0               | Порецкий сельский округ         |
| деревня | Грибово                                | 10              | Порецкий сельский округ         |
| деревня | Дальнее                                | 84              | Синичинский сельский округ      |
| деревня | Дегтяри                                | 119             | Порецкий сельский округ         |
| деревня | Ельник                                 | 5               | Синичинский сельский округ      |
| деревня | Еремеево                               | 11              | Порецкий сельский округ         |
| деревня | Желомеено                              | 13              | Порецкий сельский округ         |
| деревня | Замошье                                | 2               | Порецкий сельский округ         |
| деревня | Заполье                                | 2               | Порецкий сельский округ         |
| деревня | Заслонино                              | 59              | Порецкий сельский округ         |
| деревня | Каменка                                | 19              | Синичинский сельский округ      |
| деревня | Кожино                                 | 0               | Порецкий сельский округ         |
| деревня | Кузяево                                | 12              | Синичинский сельский округ      |
| деревня | Ладыгино                               | 11              | Синичинский сельский округ      |
| деревня | Лыкшево                                | 1               | Синичинский сельский округ      |
| деревня | Махово                                 | 4               | Порецкий сельский округ         |
| деревня | Межутино                               | 17              | Порецкий сельский округ         |
| деревня | Митино                                 | 10              | Порецкий сельский округ         |
| деревня | Мотягино                               | 59              | Порецкий сельский округ         |
| деревня | Наричино                               | 3               | Порецкий сельский округ         |
| деревня | Небогатово                             | 0               | Синичинский сельский округ      |
| деревня | Никитино                               | 13              | Порецкий сельский округ         |
| деревня | Никольское                             | 3               | Порецкий сельский округ         |
| деревня | Новопокров                             | 6               | Порецкий сельский округ         |
| деревня | Новопоречье                            | 49              | Порецкий сельский округ         |
| деревня | Острицы-1                              | 1               | Порецкий сельский округ         |
| деревня | Острицы-2                              | 19              | Порецкий сельский округ         |
| деревня | Петраково                              | 5               | Порецкий сельский округ         |
| деревня | Поповка                                | 11              | Порецкий сельский округ         |
| село    | Поречье                                | 1308            | Порецкий сельский округ         |
| деревня | Рассолово                              | 9               | Порецкий сельский округ         |
| деревня | Рогачёво                               | 82              | Синичинский сельский округ      |
| деревня | Семейники                              | 35              | Порецкий сельский округ         |
| деревня | Синичино                               | 13              | Синичинский сельский округ      |
| деревня | Старая Тяга                            | 1               | Порецкий сельский округ         |
| деревня | Стеблево                               | 5               | Порецкий сельский округ         |
| деревня | Тимошино                               | 7               | Порецкий сельский округ         |
| деревня | Тиунцево                               | 3               | Синичинский сельский округ      |
| деревня | Ульяново                               | 2               | Синичинский сельский округ      |
| деревня | Холмово                                | 0               | Порецкий сельский округ         |
| посёлок | центральной усадьбы совхоза «Синичино» | 886             | Синичинский сельский округ      |
| деревня | Чернево                                | 125             | Порецкий сельский округ         |
| деревня | Ширякино                               | 30              | Синичинский сельский округ      |
| деревня | Ягодино                                | 43              | Порецкий сельский округ         |

## Известные уроженцы
- Руссков, Гавриил Гавриилович (1901—1970) — советский военачальник, полковник. Родился в деревне Астафьево.